# 프레드 켈시
프레드 켈시(Fred Kelsey, 1884년 8월 20일 ~ 1961년 9월 2일)는 미국의 배우, 영화 감독, 텔레비전 배우, 각본가, 영화배우이다.

## 영화
- 론 레인저 (1956년)
- 소 디스 이즈 러브 (1953년)
- 바이 더 라이트 오브 더 실버리 문 (1953년)
- 위닝 팀 (1952년)
- 안데르센 (1952년)
- 오 헨리 단편집 (1952년)
- 스톰 워닝 (1951년)
- 아톰 맨 대 슈퍼맨 (1950년)
- 로지 오그래디의 딸 (1950년)
- 낸시 리오 가다 (1950년)
- 마천루 (1949년)
- 룩 포 더 실버 리닝 (1949년)
- 인스펙터 제너럴 (1949년)
- 콜로라도 테리토리 (1949년)
- 투 가이스 프럼 텍사스 (1948년)
- 댓 하겐 걸 (1947년)
- 코네티컷의 크리스마스 (1945년)
- 밀드레드 피어스 (1945년)
- 쉐인 온 하베스트 문 (1944년)
- 탱크 유어 럭키 스타스 (1943년)
- 만찬에 온 사나이 (1942년)
- 마이 페이버릿 브론드 (1942년)
- 인 디스 아워 라이프 (1942년)
- 킹스 로우 (1942년)
- 성조기의 행진 (1942년)
- 철완 짐 (1942년)
- 블루스 인 더 나잇 (1941년)
- 마이 럭키 스타 (1938년)
- 해피 랜딩 (1938년)
- 웨이크 업 앤 라이브 (1937년)
- 어 딤절 인 디스트레스 (1937년)
- 프라이빗 넘버 (1936년)
- 딤플스 (1936년)
- 세이즈브러시 트루버두어 (1935년)
- 정글의 왕 (1933년)
- 1933년의 황금광들 (1933년)
- 플레잉 어라운드 (1930년)
- 마지막 위험 (1929년)
- 노티 베이비 (1928년)
- 해롤드 틴 (1928년)
- 어 우먼 오브 어페어스 (1928년)
- 소울 포 세일 (1923년)